# Liste der Straßen und Plätze in Kiel/F

## Fa

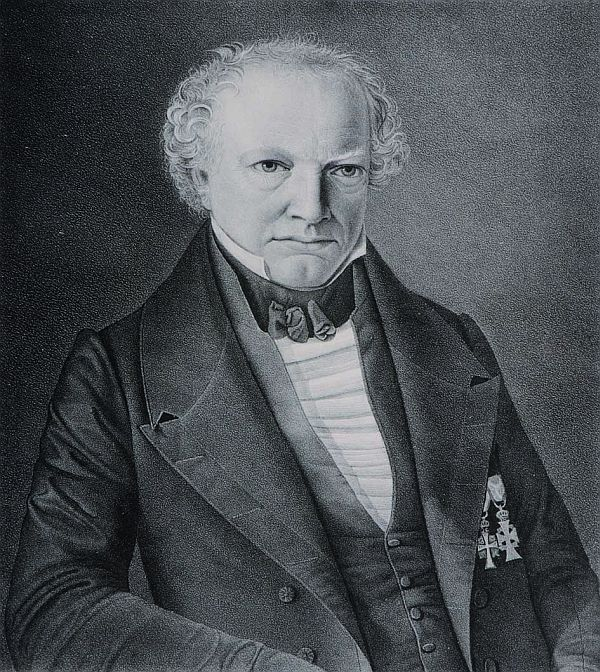
Niels Nicolaus Falck

Fabrikstraße, Vorstadt
1876 ist die Straße im Kieler Stadtplan eingezeichnet und wurde nach den früher hier liegenden Fabriken benannt.
* Fährsteig, Gaarden-Ost
1926 wurde der Name für den Fußweg zur Gaardener Fähre festgelegt, 1954 ist er nicht mehr im Adressbuch aufgeführt.
* Fährstraße, Damperhof
1853 noch ohne Namen im Stadtplan von Thalbitzer eingezeichnet, 1923 in Legienstraße umbenannt, 1933 in Fährstraße umbenannt, 1947 wieder in Legienstraße umbenannt.
* Fährstraße, Ellerbek
1878 wurde der Name für die Straße zum Fähranleger Ellerbek-Kiel durch den Gemeinderat beschlossen, 1910 wurde die Fährstraße in den Klausdorfer Weg einbezogen.
Faeschstraße, Südfriedhof
1914 nach Johannes Faesch benannt.
Fahrenkuhl, Kronsburg
1924 nach einer alten Flurbezeichnung benannt.
* Falckenhorst, Pries
1936 wurde der Name in Anlehnung an General von Falckenstein festgelegt, 1991 wurde die offizielle Schreibweise in Falkenhorst geändert.
* Falckensteiner Chaussee, Pries, Schilksee
1927 wurde der Name erstmals im Kieler Adressbuch aufgeführt, 1930 wurde die Straße in Falckensteiner Strand umbenannt.
Falckensteiner Strand, Pries, Schilksee
angelegt als Falckensteiner Chaussee, 1930 umbenannt in Falckensteiner Strand.
Falckensteiner Straße, Friedrichsort
1869 wurde die Straße angelegt, um 1900 nach dem früheren Fort Falckenstein benannt.
Falckstraße, Altstadt
1881 nach Niels Nikolaus Falck benannt.
Falkenhorst, Pries
1936 wurde der Name Falckenhorst in Anlehnung an General von Falckenstein festgelegt, 1991 wurde die offizielle Schreibweise in Falkenhorst geändert.
Falklandstraße, Friedrichsort
zwischen 1869 und 1874 angelegt als Schulstraße, 1925 in Möhrkestraße umbenannt, 1949 nach den Falklandinseln umbenannt.
Fallreep, Schilksee
1975 wurde der Name Fallreep mit Begriffen aus dem Bereich der Schifffahrt festgelegt.
Faluner Weg, Mettenhof
1979 nach der schwedischen Stadt Falun benannt.
Fanöweg, Mettenhof
1967 nach der dänischen Insel Fanö benannt.
Fargauweg, Wellingdorf
1977 nach der Gemeinde Fargau benannt.
Faulmannweg, Wellingdorf
angelegt als Unterstraße, 1894 erstmals im Adressbuch Gaarden-Ost aufgeführt, 1965 nach Carl Faulmann umbenannt.
Faulstraße, Altstadt
1320 Platea immunda, 1476 Vulstrate/Vulenstrate, 1730 Fuhl Straße, der Schmutz Vul Tüch gab der Straße ihren Namen.

## Fe

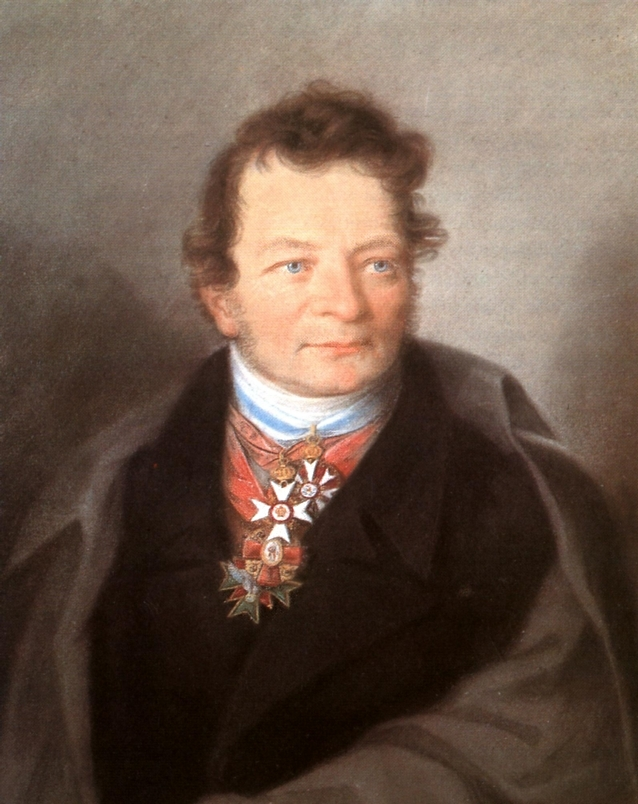
Anselm von Feuerbach

Feddersenweg, Friedrichsort
als Neuer Weg angelegt, 1923 erstmals im Kieler Adressbuch aufgeführt, 1958 nach Hans Peter Feddersen umbenannt.
Federmannstraße, Ellerbek
1904 nach Heinrich Federmann benannt – Schiffbauer und Vorstandsmitglied des Ellerbeker Arbeiterbauvereines.
Fehmarnwinkel, Suchsdorf
1962 nach der Insel Fehmarn benannt.
Fehrsstraße, Pries
1920 nach Johann Hinrich Fehrs benannt.
Feldrain, Schilksee
1962 nach einem Flurnamen benannt, 1962 zwischen Seestraße und Funkstellenweg, 1965 zwischen Schilkseer Straße und Funkstellenweg, 1970 zwischen Langenfelde und Reiherweg, 1975 zwischen Schilkseer Straße und Reiherweg, 1980 zwischen Schilkseer Straße und Auf der Wurth.
Feldscheide, Elmschenhagen
1912 nach einer alten Flurbezeichnung benannt.
Feldstraße, Brunswik, Blücherplatz, Wik
vor 1869 Schafbockredder (Weg zwischen Hospitalstraße und Baumschule), 1869 wurde der Name Feldstraße festgelegt, 1887 wurde der Name Feldstraße auf den Schafbockredder bis zur Beselerallee ausgedehnt, 1897 wurde der letzte Teil des Schafbockredders in die Feldstraße einbezogen, 1936 in Tirpitzstraße umbenannt, 1947 wieder in Feldstraße umbenannt einschließlich Admiral-Scheer-Straße, 1956 wurde ein Teil der Feldstraße vom Marinegang bis zur Hospitalstraße in Schittenhelmstraße umbenannt.
* Feldstraße, Friedrichsort
1923 erstmals im Kieler Adressbuch aufgeführt, 1925 in Timm-Kröger-Straße umbenannt.
* Feldstraße, Pries
1903 wurde der Name beschlossen, 1922 in Grüffkamp umbenannt, 1925 wurde die restliche Feldstraße in den Grüffkamp einbezogen.
Felsenstraße, Elmschenhagen
1912 nach einer alten Flurbezeichnung benannt.
* Festung, Friedrichsort
1923 erstmals im Kieler Adressbuch aufgeführt, 1936 in Deichweg umbenannt.
Fettberg, Kronsburg
1924 nach einer alten Flurbezeichnung benannt.
Feuerbachstraße, Suchsdorf
1983 nach Professor Dr. Paul Johann Anselm von Feuerbach benannt.
* Feuergang, Vorstadt
1857 erstmals im Kieler Adressbuch aufgeführt, 1954 noch im Adressbuch aufgeführt, heute Ostseehallengelände – Gasse der alten Kieler Vorstadt auf dem Kuhberggelände zum Spritzenhaus (Gängeviertel).

## Fi

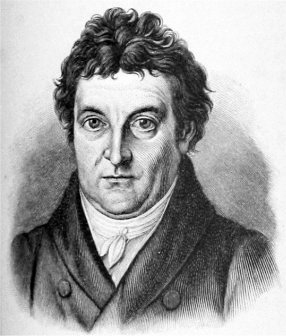
Johann Gottlieb Fichte

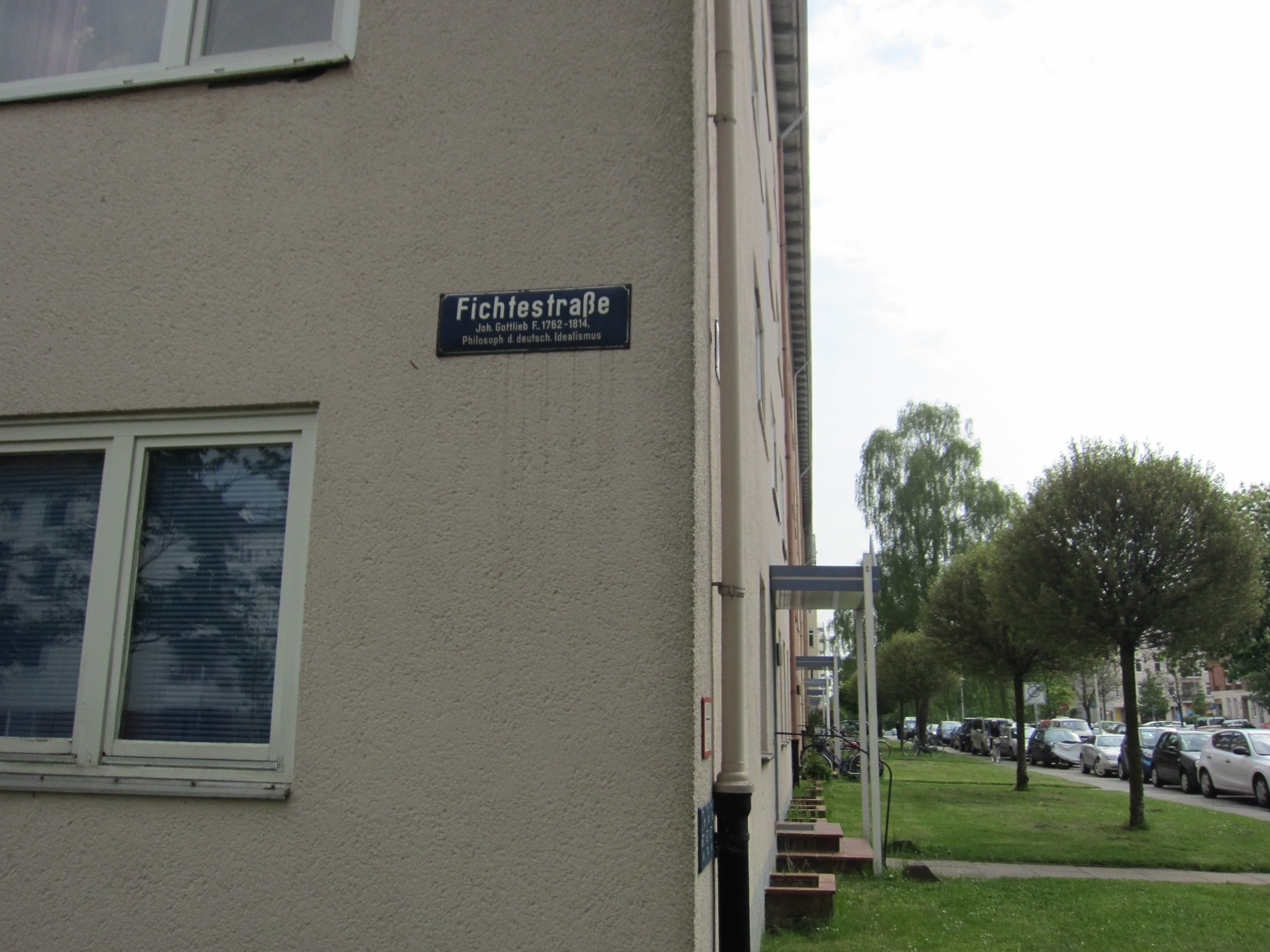
Straßenschild Fichtestraße mit Erklärung

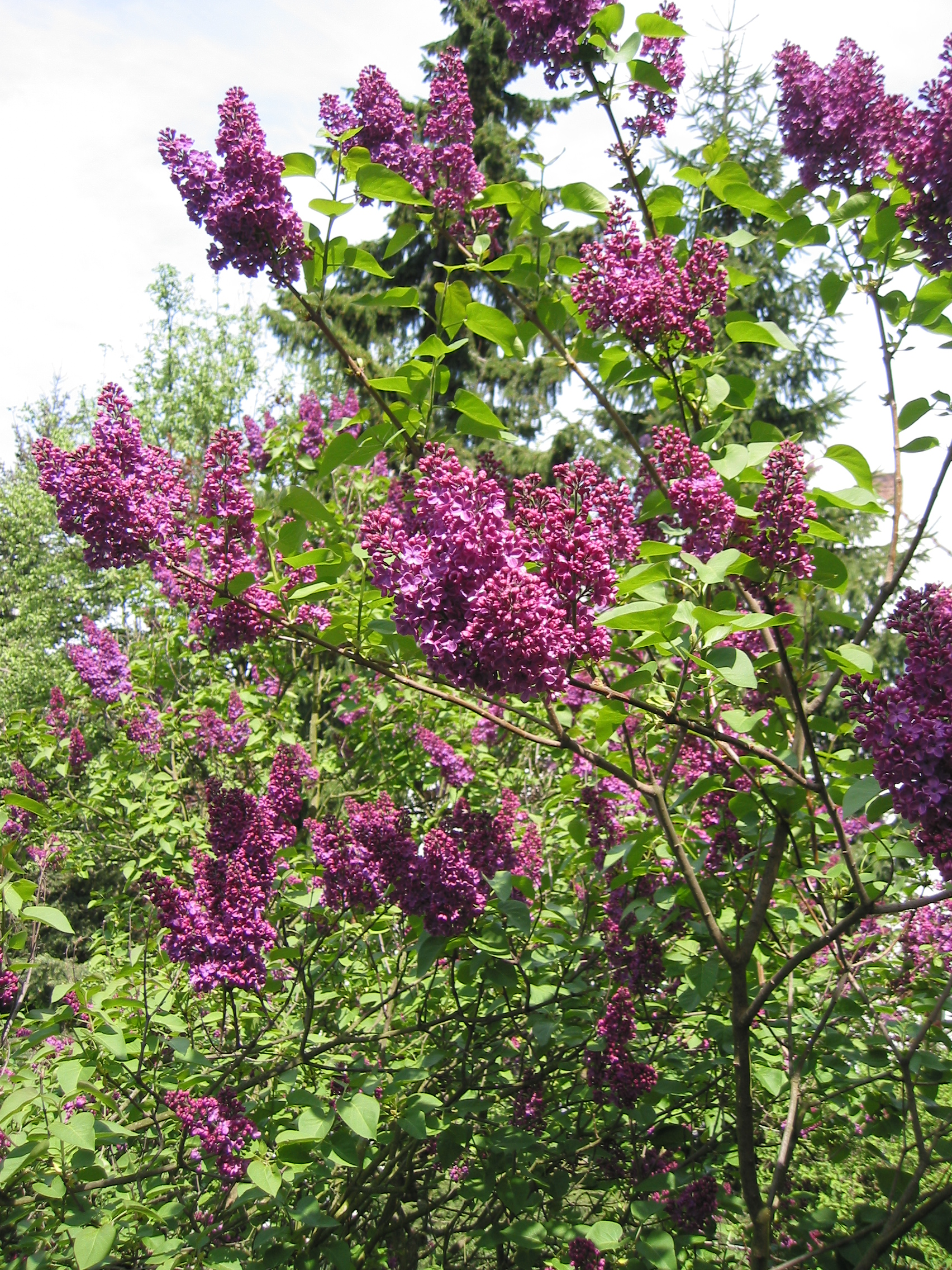
Gemeiner Flieder

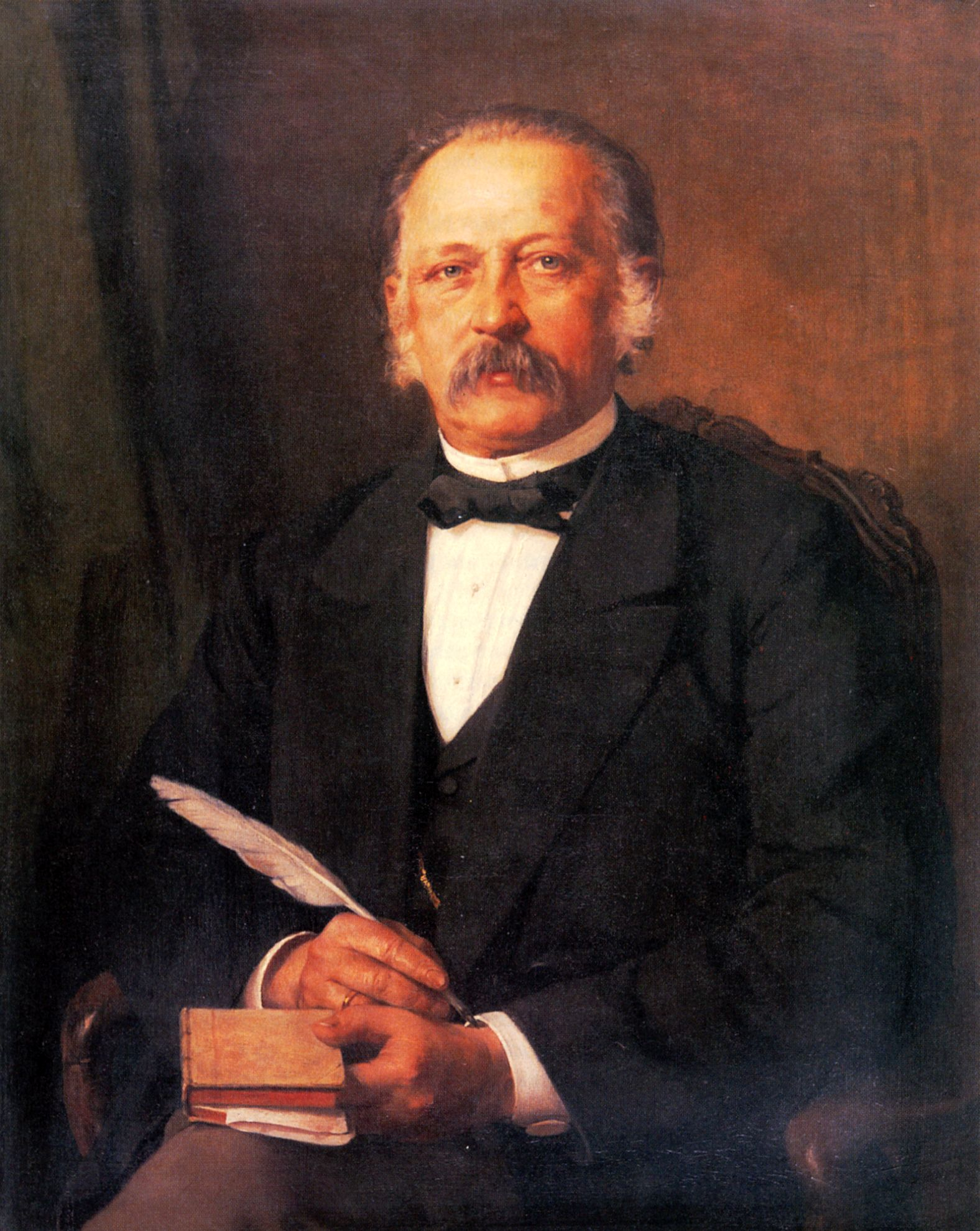
Theodor Fontane

Fichtestraße, Marineviertel, Ravensberg
1906 nach Johann Gottlieb Fichte benannt.
Fiedelöhr, Pries
1992 wurde der Name festgelegt – Diese Verbindungsstraße wird als Öhr vom Dorf Pries nach Pries-Friedrichsort bezeichnet.
Finkelberg, Gaarden-Süd
1920 nach einer alten Flurbezeichnung benannt.
Finn-Dingi-Weg, Schilksee
1969 nach der olympischen Bootsklasse Finn Dingi benannt.
* Finnlandstraße, Gaarden-Süd
1918 wurde der Name festgelegt, 1934 nicht mehr im Adressbuch aufgeführt – Die Straße befand sich in der Nähe der früheren Liegestelle der schwedischen und finnischen Segelschiffe und der Holzlagerplätze. Der Hafen reichte zur damaligen Zeit noch bis zur Lübecker Chaussee. Erst um 1875 wurde er bis zur heutigen Größe zugeschüttet.
Fischergang, Schilksee
1963 erstmals im Kieler Adressbuch aufgeführt – Es wurden Straßennamen gewählt, die auf den Charakter des Ortsteiles Schilksee als ehemaliges Fischerdorf hinweisen.
* Fischerort, Ellerbek
1871 im Protokolltext der Gemeinderatssitzung als Ellerbeker Ort erwähnt, 1878 in Ort umbenannt, 1884 in Fischerort umbenannt, 1888 in Strandstraße umbenannt.
* Fischerstraße, Altstadt
1242 bei Stadtgründung angelegt, 1266 Platea militum, 1468 Platea militum et piscatorum, 1473 Ridderstrate, 1730 Fischer Straße, 1799 ist die Straße erstmals im Taschenbuch für die Einwohner der Stadt Kiel aufgeführt, 1970 letztmals auf dem Stadtplan aufgeführt – überbaut mit dem NDR-Gebäude, 1977 nicht mehr im Adressbuch aufgeführt.
Flämische Straße, Altstadt
1242 bei Stadtgründung angelegt, 1264 Platea flemmigorum, 1472 Flemessche Strate auch Vlemesche-/Flaminger-/Fleminger Strate, 1730 Flämische Straße, 1799 ist die Straße erstmals im Taschenbuch für die Einwohner der Stadt Kiel aufgeführt.
Fleckenstraße, Düsternbrook
1730 die Fleckenstraße erscheint auf dem Homannschen Plane als Heckenweg, 1869 nach dem 1869 eingemeindeten sogenannten Flecken Brunswik benannt.
Fleethörn, Vorstadt, Exerzierplatz, Damperhof
1730 als Flöhnhörn in der Homann'schen Karte eingezeichnet, 1793 als Flöthörn in der Klessel'schen Karte eingezeichnet, 1799 ist die Straße erstmals im Taschenbuch für die Einwohner der Stadt Kiel aufgeführt. Fleethörn = Ecke am Fleet (Wasserlauf).
Flemhuder Straße, Hassee
1911 nach der Landgemeinde Flemhude benannt.
Flensburger Straße, Wik
1937 nach der Stadt Flensburg benannt.
Fliederweg, Elmschenhagen
1953 nach deutscher Flora benannt – hier Flieder.
Fliegender Holländer, Schilksee
1969 nach der olympischen Bootsklasse Flying Dutchman benannt – Englisch: Flying Dutchman = Fliegender Holländer.
Flintbeker Straße, Gaarden-Süd
1926 nach der Gemeinde Flintbek benannt, 1977 durch einen Teil des Karlsburger Feldweges verlängert, 1980 wurde ein Teil der Straße Friedrichsberg in die Flintbeker Straße einbezogen.
Flintkampsredder, Wik
1934 nach einer alten Flurbezeichnung benannt.
* Flöhenredder, Suchsdorf
1954 im Kieler Stadtplan eingezeichnet, nach einer Flurbezeichnung benannt, 1970 wurde der Restteil der Straße Flöhenredder aufgehoben.
Flötenhalterweg, Suchsdorf
2002 nach einer alten Gemarkung benannt.
Flüggendorfer Straße, Wellingdorf
1911 als Oppendorfer Straße angelegt, 1926 in Rastorfer Straße umbenannt, 1930 nach der Landgemeinde Flüggendorf in Flüggendorfer Straße umbenannt.
Fockstraße, Südfriedhof
1903 nach Johann Georg Fock  benannt.
* Föhrer Straße, Suchsdorf
1962 wurde der Name festgelegt, wegen Änderung der Planung wurde die Straße nicht gebaut.
Föhrer Weg, Suchsdorf
1963 nach der Insel Föhr benannt.
Fördeblick, Schilksee
vor 1962 Seeblick, 1962 wurde der Name Fördeblick festgelegt.
Fördestraße, Holtenau, Pries, Schilksee
1968 nach der Kieler Förde benannt.
Fontanestraße, Pries
1956 nach Theodor Fontane benannt.
Former, Gaarden-Ost
2001 wurde der Name festgelegt – neben Ortsbezeichnungen erinnern auch Berufe an die Geschichte des Kai-City Geländes.
Forstweg, Brunswik, Düsternbrook, Blücherplatz
1880 im Kieler Stadtplan eingezeichnet, 1888 erstmals im Kieler Adressbuch aufgeführt – Ehemaliger Feldweg in der Gemarkung Brunswik zum Düvelsbeker Forst und zur Forstbaumschule.
* Forstweg, Rönne
1967 wurde der Name beschlossen, 1968 wurde die Straße Schusterberg in den Forstweg einbezogen, 1971 in Zum Forst umbenannt.

## Fr

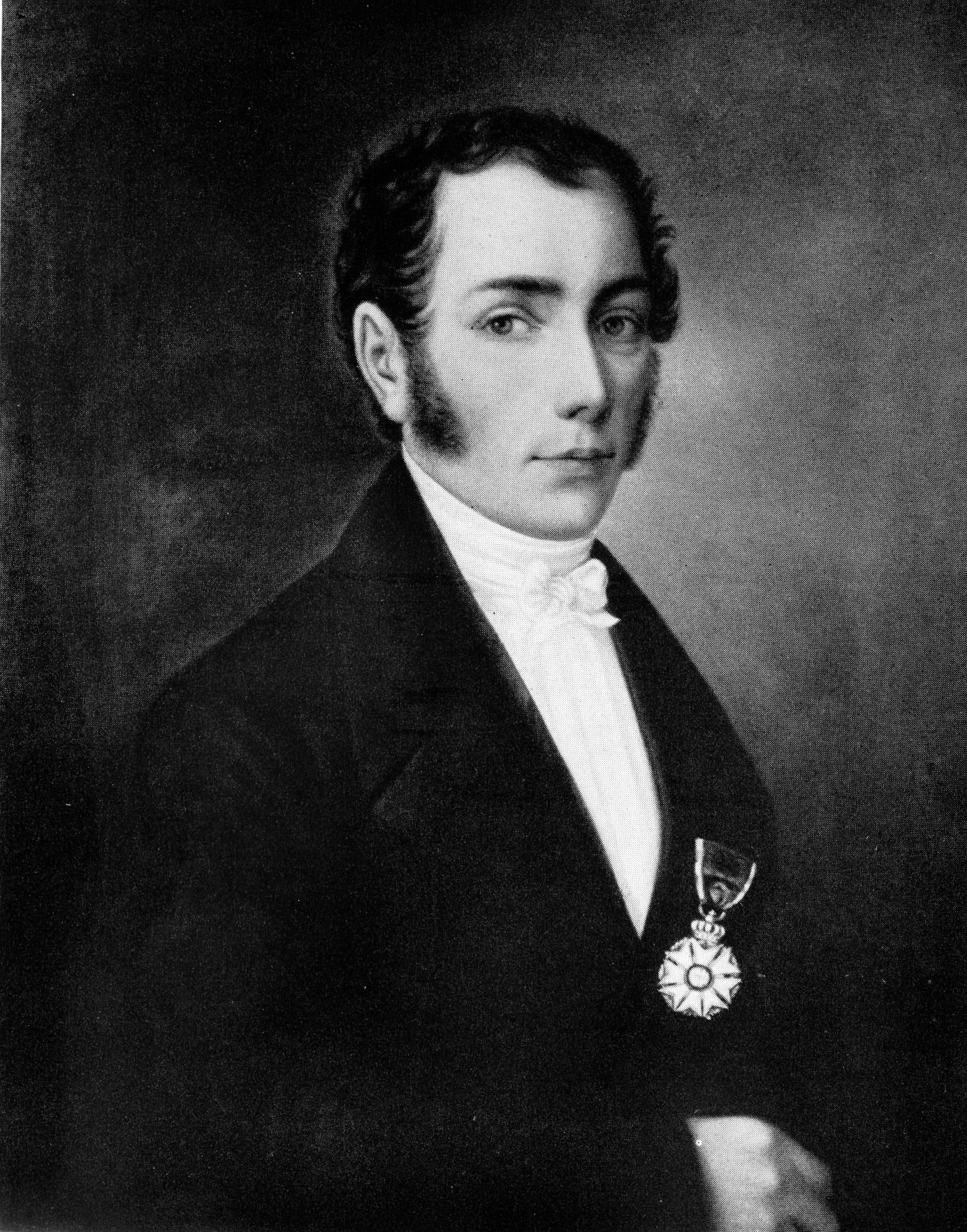
Joseph von Fraunhofer

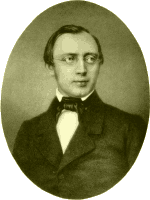
Friedrich Theodor von Frerichs

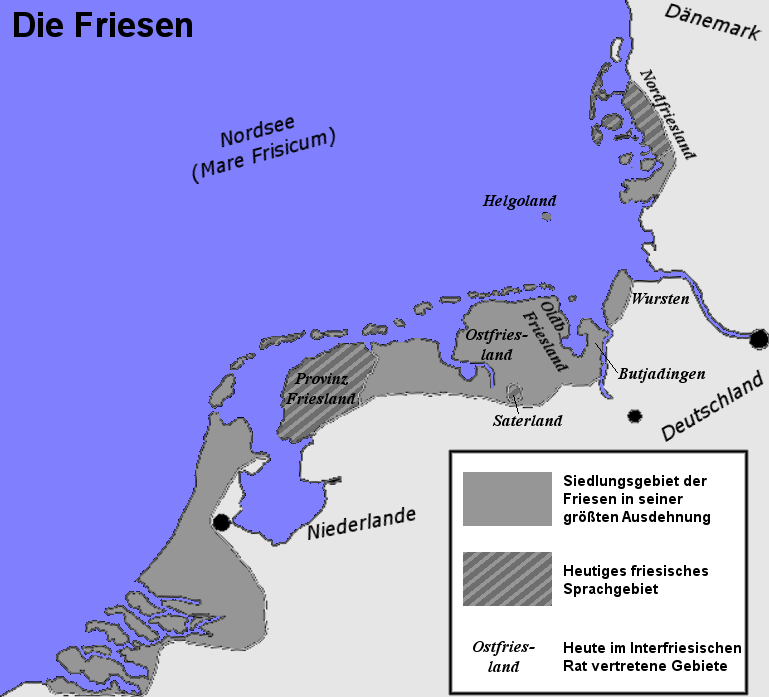
Das Siedlungs- und Sprachgebiet der Friesen

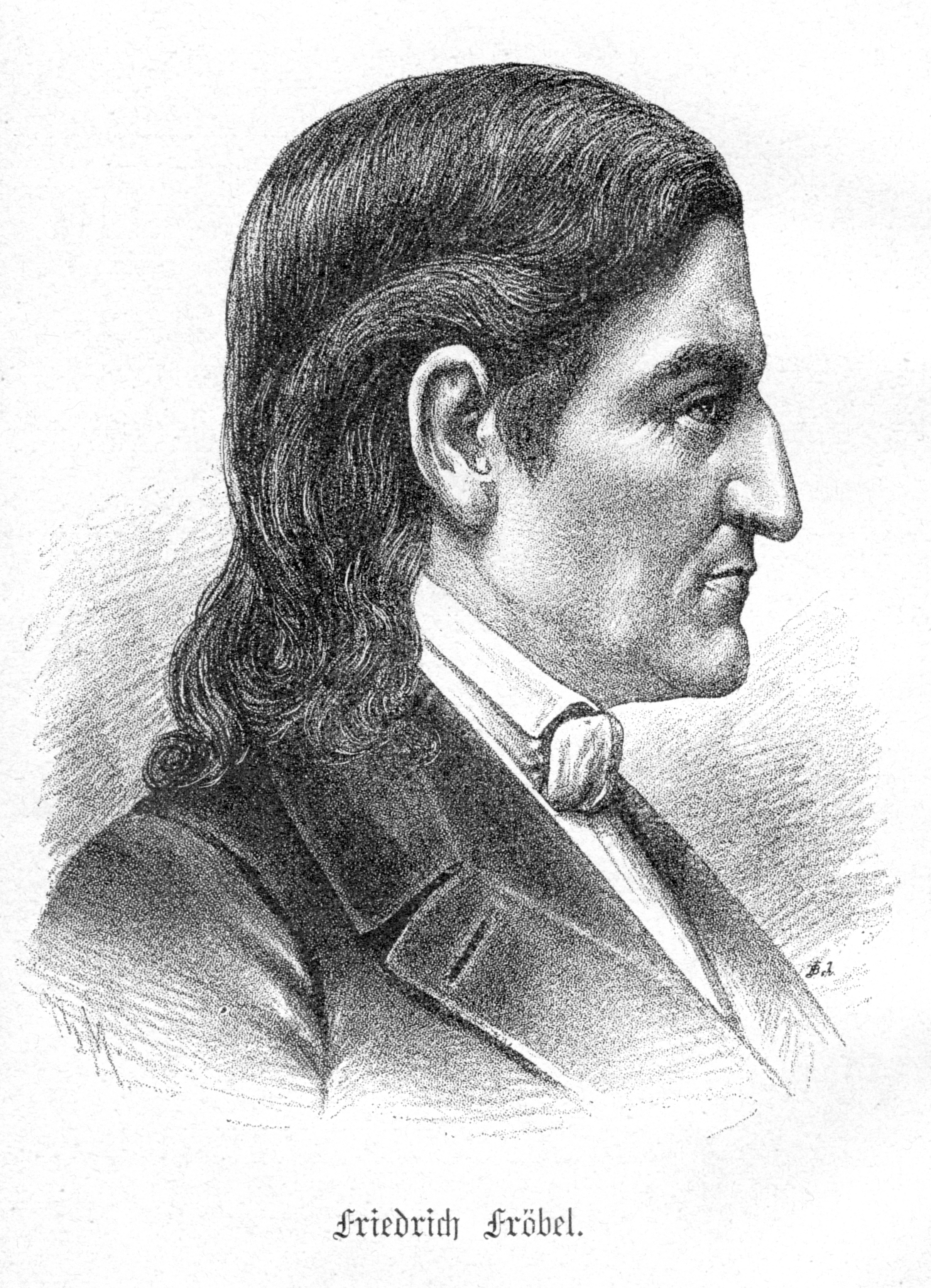
Friedrich Fröbel

Franckestraße, Ravensberg
1902 nach Karl Philipp Francke benannt.
Franzensbader Straße, Elmschenhagen
1939 nach der Stadt Franzensbad benannt.
Franziusallee, Ellerbek
1894 wurde der Anfangsteil der Franziusallee zwischen Ringstraße und Posadowskystraße als Irenenallee angelegt, 1903 wurde der Name der Straße nach Georg Ludwig Franzius festgelegt, 1910 wurde die ehemalige Irenenallee in die Franziusallee einbezogen.
* Franziusstraße, Wellingdorf
1903 wurde der Name beschlossen, 1910 wurde die Straße in Brückenstraße umbenannt.
Fraunhoferstraße, Ravensberg
2006 nach Joseph von Fraunhofer benannt.
Freiligrathstraße, Schreventeich
1903 nach Hermann Ferdinand Freiligrath benannt.
* Frenssenstraße, Pries
1920 nach Gustav Frenssen benannt, 2011 wurde die Frenssenstraße zwischen der Ottomar-Enking-Straße und dem Redinskamp in Ringelnatzstraße und zwischen Redinskamp und der Straße Zum Dänischen Wohld in Gudegastkoppel umbenannt, um sich von der nationalsozialistischen Betätigung Frenssens zu distanzieren.
Frerich-Frerichs-Allee, Steenbek-Projensdorf
1928 nach Frerich Frerichs benannt – Frerichs war geheimer Intendanturrat im Marineamt und Förderer der Siedlung Projensdorf.
Freesienfeld, Meimersdorf
2008 wurde der Name mit Bezug auf den Begriff Meimersdorf-Gartenstadt festgelegt – hier Freesien.
Frerichsstraße, Schreventeich
1905 nach Dr. Friedrich Theodor von Frerichs benannt.
Friedenstraße, Ellerbek
1877 im Protokolltext der Gemeinderatssitzung erwähnt.
* Friedenstraße, Gaarden-Süd
1878 erstmals im Kieler Adressbuch aufgeführt, 1910 Aufhebung der Straße wegen neuer Bahnanlagen.
* Friedhofstraße, Neumühlen-Dietrichsdorf
1789 noch ohne Namen auf der Topographisch Militärischen Charte des Herzogtums Holstein (1789–1796) Nr. 22 von Major Gustav Adolf von Varendorf eingezeichnet, 1907 im Protokolltext der Gemeinderatssitzung erwähnt, 1907 wurde der Name beschlossen, 1974 in Poggendörper Weg umbenannt.
Friedhofstraße, Neumühlen-Dietrichsdorf
1974 wurde der Name festgelegt – Zufahrtsstraße zum Gemeindefriedhof.
Friedlander Weg, Elmschenhagen
ein Teil als Am Hochbehälter angelegt, 1923 erstmals im Kieler Adressbuch aufgeführt, 1939 nach der Stadt Friedland benannt – einschließlich der Straße Am Hochbehälter, 1967 wurde der Friedlander Weg Nr. 34–42 zwischen Starnberger Straße und Klosterweg in Am Hochbehälter umbenannt.
Friedrich-Karl-Gotsch-Platz, Pries
1985 nach Friedrich Karl Gotsch benannt.
* Friedrichsberg, Gaarden-Süd
1923 erstmals im Kieler Adressbuch aufgeführt, 1928 wurde die Straße geteilt und in Maybachstraße, Schwanenbeckstraße und Spolertstraße umbenannt.
* Friedrichsberg, Gaarden-Süd
1932 wurde der Name festgelegt, 1980 wurde die Straße Friedrichsberg in die Straße Tonberg beziehungsweise in die Flintbeker Straße einbezogen.
* Friedrichshof unter Preußerstraße
* Friedrichsorter Straße, Friedrichsort
zwischen 1887 und 1888 wurde die Straße für überwiegend militärische Zwecke angelegt, 1903 wurde der Name beschlossen, 1925 wurde Kolonie Nr. 59–60 und 78–79 in die Friedrichsorter Straße einbezogen, 1925 erstmals im Kieler Adressbuch aufgeführt, 1927 wurde die Friedrichsorter Straße in die Falckensteiner Straße einbezogen.
Friedrichsorter Straße, Friedrichsort, Pries, Schilksee
1789 noch ohne Namen auf der Topographisch Militärischen Charte des Herzogtums Holstein (1789–1796) Nr. 11 von Major Gustav Adolf von Varendorf eingezeichnet, 1903 wurde der Name beschlossen, 1991 wurde der Abschnitt der Friedrichsorter Straße zwischen Dorf und Fördestraße in Dorf und der Abschnitt zwischen der Fördestraße und Koppelberg in Koppelberg umbenannt.
* Friedrichsorter Straße, Wik
1919 wurde der Name festgelegt, 1925 in Zur Hochbrücke umbenannt, 1955 in Prinz-Heinrich-Straße umbenannt.
* Friedrichsruh, Pries
1923 erstmals im Kieler Adressbuch aufgeführt, 1925 in Friedrichsruher Weg umbenannt.
Friedrichsruher Weg, Holtenau, Pries
vor 1925 Teil:- Friedrichsruh, Knick, Stift, Dreikronen, 1925 wurde der Name festgelegt, 1997 wurde der Friedrichsruher Weg zwischen Dänischenhagener Straße und B 503 in die Gemeinde Altenholz umgemeindet.
* Friedrichstraße, Vorstadt
als Neue Straße angelegt, 1852 erstmals im Kieler Adressbuch aufgeführt, 1864 nach dem Augustenburger Herzog Friedrich VIII in Friedrichstraße umbenannt, 1895 wurde die Friedrichstraße bis zur Oberen Straße verlängert und die Obere Straße in die Friedrichstraße einbezogen, 1905 in Herzog-Friedrich-Straße umbenannt.
Friedrich-Voß-Ufer, Holtenau
vor 1954 Teil der Kanalstraße, 1954 wurde der zwischen der Gravensteiner Straße und den Holtenauer Hochbrücken liegende Teil der Kanalstraße nach Friedrich Voß in Friedrich-Voß-Ufer umbenannt.
* Friesenstraße, Gaarden-Süd
1900 als Johannesstraße angelegt, 1910 nach dem Volksstamm der Friesen in Friesenstraße umbenannt, 1964 wurde das Endteil der Friesenstraße in die Straße Tonberg einbezogen.
Fritz-Dahl-Weg, Hasseldieksdamm
1969 nach Fritz Dahl (1887–1945) benannt – In der Melsdorfer Straße ansässiger Grundbesitzer und Bauer, arbeitete aktiv in verschiedenen landwirtschaftlichen Organisationen.
Fritz-Lau-Straße, Pries
1966 nach Fritz Lau benannt.
Fritz-Lauritzen-Park, Elmschenhagen
1996 wurde die Grünfläche zwischen Rüsterstraße, Egerstraße, Landskroner Weg, Reichenberger Allee und Elmschenhagener Allee nach Fritz Lauritzen (12. Februar 1882 bis 15. März 1971) Fritz-Lauritzen-Park benannt – Lauritzen war 1927 hauptamtlicher Gemeindevorsteher der damals noch selbständigen Gemeinde Elmschenhagen. 1933 wurde er von den Nationalsozialisten seines Amtes enthoben. Fritz Lauritzen ist der Vater von Lauritz Lauritzen.
Fritz-Reuter-Straße, Pries
1903 Teilstück als Bergstraße angelegt, 1925 wurde die Bergstraße nach Fritz Reuter in Fritz-Reuter-Straße umbenannt und die Schulstraße in die Fritz-Reuter-Straße einbezogen.
Fritz-Stavenhagen-Weg, Pries
1937 nach Fritz Stavenhagen benannt.
Fröbelstraße, Gaarden-Süd
1934 nach Friedrich Fröbel benannt.
Frohnauweg, Russee
1984 nach dem Berliner Stadtteil Frohnau benannt.
Fuchsberg, Neumühlen-Dietrichsdorf
1925 nach einer alten Flurbezeichnung benannt.
Fünenweg, Mettenhof
1965 nach der dänischen Insel Fünen benannt.
Füssener Weg, Elmschenhagen
1991 nach der Stadt Füssen benannt.
Fuhlwisch, Moorsee
2005 nach einer alten Flurbezeichnung in mundartlicher Sprachweise benannt.
Funkstellenweg, Schilksee
1962 wurde der Name für den Weg zur Küstenfunkstelle Kiel Radio festgelegt.